# Kurt Berndt (Architekt)
Kurt Berndt (auch: Curt Berndt; vollständiger Name: Kurt Gustav Ferdinand Berndt; geboren 8. Januar 1863 in Fürstenberg a. d. Oder; gestorben 1925 in Berlin) war ein deutscher Architekt und Bauunternehmer.

## Leben
Berndt war ein Sohn des Kauf- und Handelsherrn Friedrich Berndt in Fürstenberg und dessen Ehefrau Selma geborene Heinze. Über seine Ausbildung ist nichts bekannt, aber er gründete 1887 in Berlin als Architekt, Maurer- und Zimmermeister eine Baufirma und ist ab 1893 als Baumeister mit einem Atelier für Bauausführung in der Elsässer Straße (heute Torstraße) nachweisbar. Ab 1905 hatte die Firma ihren Sitz in dem von ihm errichteten Haus Albrechtstraße 13. In der Groß-Berliner Immobilienkrise im Jahr 1912 ging auch seine Baufirma in Konkurs und wurde als Kurt Berndt Baugesellschaft mbH neu gegründet.
Nach Berndts Plänen entstanden zahlreiche Fabrik-, Geschäfts- und Mietwohnhäuser in Berlin. Während Kurt Berndt in der Regel die Gesamtprojektion seiner Bauten übernahm, konnte er – vor allem für die Gestaltung der Fassaden – zumeist andere Architekten und Künstler gewinnen, zum Beispiel Robert Schirmer (1850–1943), August Endell und A. F. M. Lange.

## Familie
Berndt heiratete 1887 Emilie Marie Elise Fabricius (1867–1943). Das Ehepaar hatte mehrere Kinder. Die Söhne, Dipl. Ing. Hans Siegfried Berndt (geboren 1890) und Regierungsbaumeister Werner Berndt (1891–1957), führten das Geschäft nach seinem Tod bis in die 1940er Jahre weiter. In dieser Zeit entstand von 1927 bis 1928 die Erweiterung der Brotfabrik Wittler, Maxstraße 2–4, Wedding (Baudenkmal), in den Jahren 1927 bis 1929 unter Mitwirkung von Werner Berndt die Siedlung in Weißensee und in den Jahren 1928 bis 1930 die sogenannte Werner-Berndt-Siedlung in Adlershof (Baudenkmale).

## Werke (Auswahl)
Alle in Berlin:

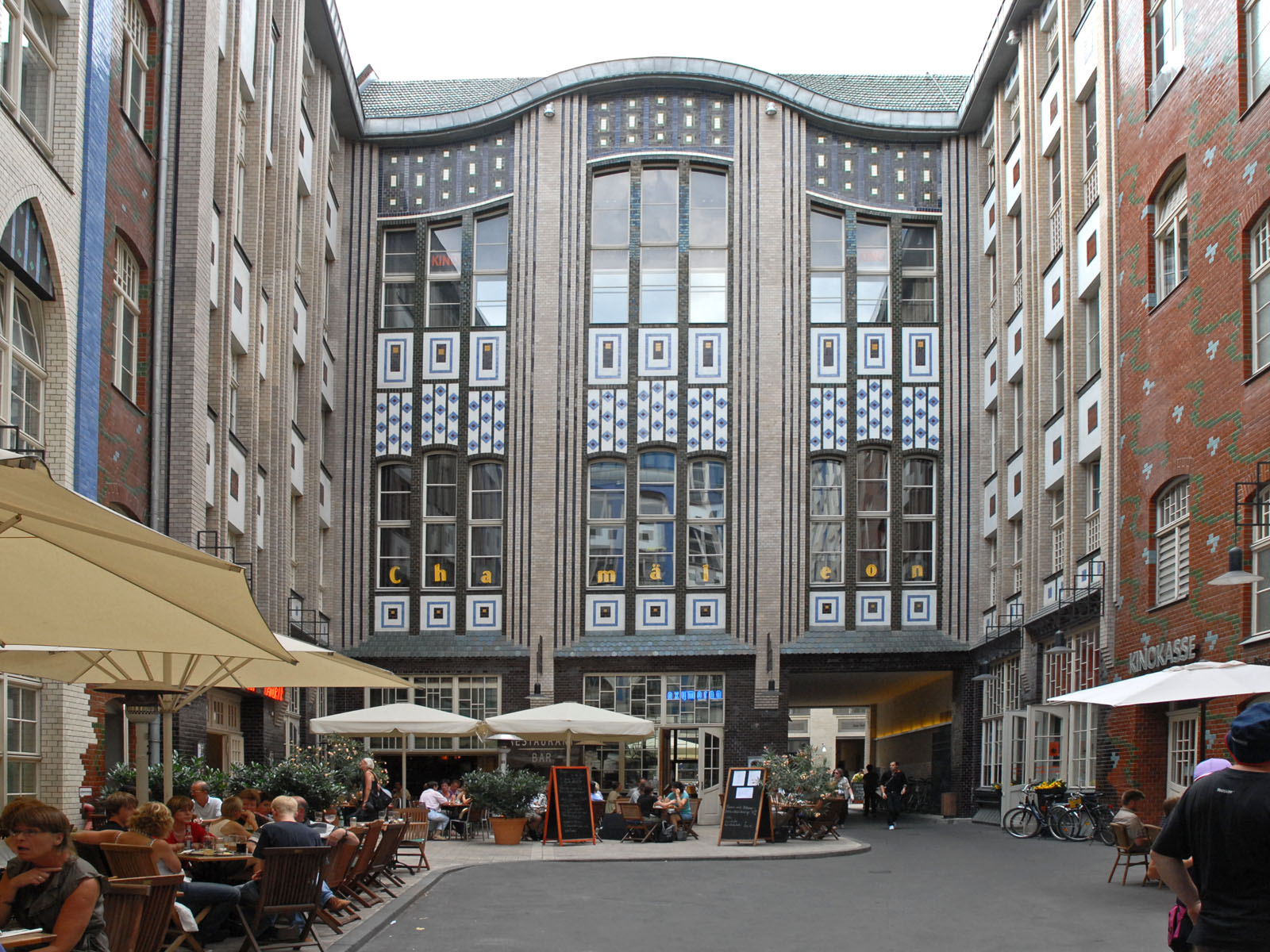
Ansicht der gemeinsam mit August Endell errichteten Hackeschen Höfe

- 1886–1887: Fabrikgebäude Pappelallee 3, 4, Prenzlauer Berg (Baudenkmal)[13]
- 1891–1892: Mietshaus Bahnhofstraße 1/Sponholzstraße 27, Schöneberg (Baudenkmal)[14]
- 1892, zusammen mit Friedrich Schulze und Adolf Heyden: Sophienkirche, Mitte (Baudenkmal)[15]
- 1892–1893: Erweiterungsbau für das St. Elisabeth-Siechenhaus (heute St. Elisabeth-Stift), Eberswalder Straße 17–18, Prenzlauer Berg (Baudenkmal)[16]
- 1894–1895: Mietshaus und Laden Klausenerplatz 3, Charlottenburg (Baudenkmal)[17]
- 1895–1896: Mietshaus und Gaststätte Klausenerplatz 4, Charlottenburg (Baudenkmal)[18]
- 1897–1898: Elisabethhof, Erkelenzdamm 59, 61, Kreuzberg (Baudenkmal)[19]
- 1899: Umbau des 1858 errichteten Mietshauses Schönhauser Allee 55, Prenzlauer Berg     (Baudenkmal)[20]
- 1899: Wikinghof, Erkelenzdamm 11, 13, Kreuzberg (Baudenkmal)[21]
- 1891–1892: Mietshaus Bahnhofstraße 1/Sponholzstraße 27, Schöneberg (Baudenkmal)[22]
- 1901–1902, zusammen mit Ernst Scharnke: Volkshaus der Charlottenburger SPD, Rosinenstraße 3 (seit 1947 Loschmidtstraße 6; im Zweiten Weltkrieg zerstört)[23]
- 1901–1902: Wohnhaus Große Hamburger Straße 28, Mitte (Baudenkmal)[24]
- 1901–1902: Gewerbehof Usedomer Straße 7, Gesundbrunnen (Baudenkmal als Bestandteil des Baudenkmals Gewerbebau Wattstraße 11–13)[25]
- 1902, gemeinsam mit A. F. M. Lange: Wohnhaus Kurfürstendamm 42, Charlottenburg (nicht mehr existent)[26]
- 1902–1903, zusammen mit A. F. M. Lange und Robert Schirmer: Vorwärts-Buchdruckerei und Parteizentrale der SPD, Lindenstraße 69, Kreuzberg[27]
- 1902–1904,[2] gemeinsam mit A. F. M. Lange und Robert Schirmer: Industriepalast, Lindenstraße 3,[28] von 1914 bis 1933 Sitz der Parteizentrale und anderer Organisationen der SPD.[2] Seit 1914 allgemein als Vorwärtshaus bezeichnet (1962 abgerissen).
- 1901–1902, zusammen mit L. Lange: Metallwarenfabrik Hompesch & Co., Ritterstraße 9, 10, Kreuzberg (Baudenkmal)[29]
- 1902–1903: Mietshaus und Laden Glogauer Straße 17, 17A, Paul-Lincke-Ufer 4, Kreuzberg (Baudenkmal)[30]
- 1903–1904: Mietshaus Kurfürstendamm 37, Charlottenburg (Baudenkmal)[31]
- 1904, gemeinsam mit A. F. M. Lange: Terrassen am Halensee[32] (1935 abgerissen)
- 1904–1905: Wohn- und Geschäftshaus Schiffbauerdamm 8, Albrechtstraße 13, Mitte (als Teilobjekt der Koepjohannschen Stiftung unter Denkmalschutz)[33]
- 1904–1905: Mietshaus und Gewerbehof Belziger Straße 69, 71, Schöneberg (Baudenkmal)[34]
- 1905: Wohnhaus Kurfürstendamm 37, Charlottenburg (nicht mehr existent)[35]
- 1905–1906: ehem. Möbelfabrik Schwarz, Donaustraße 83, Neukölln (Baudenkmal)[36]
- 1905–1907: Lagerhaus Süd-Ost, Pfuelstraße 5, Kreuzberg (Denkmalschutz)[37]
- 1906–1907, mit Beteiligung von August Endell: Hackesche Höfe[8] (Baudenkmal)[38]
- 1907–1908, gemeinsam mit A. F. M. Lange: Verwaltungsgebäude der Internationale Schlafwagengesellschaft Wagon-Lit, Unter den Linden 40, Mitte (Baudenkmal)[39]
- 1910: Metropolpalast, Behrenstraße 53/54 (ab 1928 Theater in der Behrenstraße, im Zweiten Weltkrieg zerstört)[40]
- 1910–1911, gemeinsam mit Bruno Paul: Zollernhof, Unter den Linden 36, 38, Mitte (Baudenkmal)[41]
- 1910–1911, gemeinsam mit A. F. M. Lange: Römerhof, Unter den Linden 10, Mitte (Baudenkmal)[42]
- 1911: Hansa-Haus des Westens, Potsdamer Straße 87, Tiergarten (Baudenkmal)[43]
- 1911–1912: Franck-Haus, Potsdamer Straße 184, Schöneberg (Baudenkmal)[44]
- 1911–1912: Geschäftshaus und Fabrik Neue Schönhauser Straße 20, Mitte (nach der Sanierung 1997–1999 Kurt-Berndt-Höfe genannt)[8] (Baudenkmal)[45]
- 1909–1910: Victoriahof,[8] Köpenicker Straße 126, Mitte (Baudenkmal)[46]